# Албрехт фон Роон
Албрехт Теодор Емил граф фон Роон (30 април 1803 – 23 февруари 1879) е пруски военен деец и политик. Роон, заедно с Ото фон Бисмарк и Хелмут фон Молтке Старши, е една от водещите фигури в пруското правителство по време на ключовото седмо десетилетие от 19 век, когато, след Френско-пруската война, повечето германски държави, начело с Прусия, образуват Германската империя.